# Episodi de I Croods - Le origini
Questa è la lista degli episodi de I Croods - Le origini, serie animata prodotta da DreamWorks Animation e composta da quattro stagioni, composte corrispettivamente da 13 episodi l'una.

## Stagioni
| N° | Numero stagione | Episodi | Trasmissione originale | Trasmissione originale |
| -- | --------------- | ------- | ---------------------- | ---------------------- |
| 1  | Stagione 1      | 13      | 24 dicembre 2015       | 24 dicembre 2015       |
| 2  | Stagione 2      | 13      | 26 agosto 2016         | 26 agosto 2016         |
| 3  | Stagione 3      | 13      | 7 aprile 2017          | 7 aprile 2017          |
| 4  | Stagione 4      | 13      | 7 luglio 2017          | 7 luglio 2017          |

### Stagione 1 (2015)
| N° | Titolo originale                                     | Titolo italiano (TV)                            | Titolo italiano (Netflix)                                | Prima TV USA     | Prima TV Italia  |
| -- | ---------------------------------------------------- | ----------------------------------------------- | -------------------------------------------------------- | ---------------- | ---------------- |
| 1  | - A Gran Day Out                                     | - Nonna, vieni a vivere con noi!                | - Arriva la nonna!                                       | 24 dicembre 2015 | 29 febbraio 2016 |
| 2  | - School of Hard Rocks                               | - Amiche del cuore                              | - La scuola dei cavernicoli                              | 24 dicembre 2015 | 29 febbraio 2016 |
| 3  | - Wet Hot Ahhh! Valley Summer - Grug Vs. The Moon    | - Paura dell'acqua - Grug contro la Luna        | - Una torrida estate nella Valle Ahhh! - Grug vs la luna | 24 dicembre 2015 | 9 marzo 2016     |
| 4  | - This Mean Warts                                    | - I nuovi vicini                                | - La guerra dei dispetti                                 | 24 dicembre 2015 | 10 marzo 2016    |
| 5  | - The First Picture Show                             | - La prima storia animata                       | - Il primo spettacolo                                    | 24 dicembre 2015 | 11 marzo 2016    |
| 6  | - Caved & Confused                                   | - La festa di Hip                               | - Festa in caverna                                       | 24 dicembre 2015 | 14 marzo 2016    |
| 7  | - The Eep-Over - Thunkytown                          | - Il pigiama party - Ladri di caverne           | - Il pigiama party - L'invasione                         | 24 dicembre 2015 | 15 marzo 2016    |
| 8  | - Mom Genes                                          | - Ugga va a caccia                              | - I geni di mamma                                        | 24 dicembre 2015 | 16 marzo 2016    |
| 9  | - Garden of Eaten                                    | - Alla ricerca delle verdure                    | - A caccia di... verdure                                 | 24 dicembre 2015 | 17 marzo 2016    |
| 10 | - Night of the Living Croods - A Spoonful of Soo-Gar | - La notte dei Croods viventi - Il Dolciucchero | - La notte dei Croods viventi - Il primo sonnellino      | 24 dicembre 2015 | 18 marzo 2016    |
| 11 | - Friday Night Liyotes                               | - Tritaossa contro Lucioyote                    | - Spirito di competizione                                | 24 dicembre 2015 | 21 marzo 2016    |
| 12 | - The Crood Who Knew Too Much - Scent of a Thunk     | - Il Crood che sapeva troppo - Odore di Tonco   | - Il Crood che sapeva troppo - Profumo di Tonco          | 24 dicembre 2015 | 22 marzo 2016    |
| 13 | - Unsolved MysterEep                                 | - Il mistero degli oggetti scomparsi            | - Il detective Hip                                       | 24 dicembre 2015 | 23 marzo 2016    |

### Stagione 2 (2016)
| N° | Titolo originale                                  | Titolo italiano                                        | Prima TV USA   | Prima TV Italia |
| -- | ------------------------------------------------- | ------------------------------------------------------ | -------------- | --------------- |
| 1  | - Gran the Unfriendly Ghost - Bad Sandy           | - Nonna fantasma - Sandy la peste                      | 26 agosto 2016 |                 |
| 2  | - It Crushes - Rebel Without a Paws               | - La cotta - Cattive compagnie                         | 26 agosto 2016 |                 |
| 3  | - Grug vs. Math - Footloss                        | - Grug contro la matematica - Divieto di ballo         | 26 agosto 2016 |                 |
| 4  | - The Good Surprise - Night Mare on Eep Street    | - Una bella sorpresa - L'ipnocavallo                   | 26 agosto 2016 |                 |
| 5  | - What Screams May Come - Grunt Anything          | - La mamma è sempre la mamma - Dimostrazioni d'amore   | 26 agosto 2016 |                 |
| 6  | - There Will Be Eggs - I Think Were Alone Meow    | - Il mercato delle uova - La sindrome delle bisbetiche | 26 agosto 2016 |                 |
| 7  | - FrEepy Friday                                   | - Un giorno da adolescente                             | 26 agosto 2016 |                 |
| 8  | - Grug vs. Gurg - Unfair Fair                     | - L'altro Grug - La fiera delle idee                   | 26 agosto 2016 |                 |
| 9  | - Baby Face Off - The Pursuit of Wrinkliness      | - Un amico per Sandy - La forza di Tonco               | 26 agosto 2016 |                 |
| 10 | - Croodtopia - Hands on a Hard Egg                | - Croodpolis - Giù le mani dall'uovo                   | 26 agosto 2016 |                 |
| 11 | - Disaster of Puppets - Love Will Eep Us Together | - Il talento di Tocco - L'amore trionfa sempre         | 26 agosto 2016 |                 |
| 12 | - The Tide is Nigh - Rain Grain                   | - L'onda perfetta - La madre della tempesta            | 26 agosto 2016 |                 |
| 13 | - Dawn of the Broods                              | - Una nuova casa                                       | 26 agosto 2016 |                 |

### Stagione 3 (2017)
| N° | Titolo originale                           | Titolo italiano                                  | Prima TV USA  | Prima TV Italia |
| -- | ------------------------------------------ | ------------------------------------------------ | ------------- | --------------- |
| 1  | - It Takes Ahhh! Valley                    | - La resistenza nella valle Ahhh!                | 7 aprile 2017 |                 |
| 2  | - Deus Ex Monkhuahua - Slak Attack         | - Deus ex scimhuahua - Un attacco di pigromachia | 7 aprile 2017 |                 |
| 3  | - Gorgey Girl - A Gran Adventure           | - Nel burrone - Il tesoro di nonna               | 7 aprile 2017 |                 |
| 4  | - 127 Owwws - 28 Fleas Later               | - 127 ore - 28 pulci dopo                        | 7 aprile 2017 |                 |
| 5  | - To Squawk with Love - Lerk Was The Night | - A Squawk con amore - Lerk al buio              | 7 aprile 2017 |                 |
| 6  | - The Flawed Couple - Go-Sip Girl          | - La strana coppia - La pettegola                | 7 aprile 2017 |                 |
| 7  | - Munk History - Happy Howl Day            | - La famiglia di Munk - Felice giorno dell'ululo | 7 aprile 2017 |                 |
| 8  | - Snooty and the Beasts                    | - Snoot e le bestie                              | 7 aprile 2017 |                 |
| 9  | - Zero Dark Thunky - Pie vs. Pie           | - Zerk Dark Tonco - Polpetta contro polpetta     | 7 aprile 2017 |                 |
| 10 | - Super Smash Siblings - A Hole in Grug    | - Ahhh! schiacciatutti - Giochiamo a grunk       | 7 aprile 2017 |                 |
| 11 | - Bait with Destiny - Sappy Together       | - Un talento nascosto - Insieme appicicatamente  | 7 aprile 2017 |                 |
| 12 | - Scare Tactics - DisturbiAHHH!            | - Tattiche della paura - DisturbiAhhh!           | 7 aprile 2017 |                 |
| 13 | - Thunk O' Clock High - The Croo-gitive    | - La rivincita di Tonco - Il croo-ggitivo        | 7 aprile 2017 |                 |

### Stagione 4 (2017)
| N° | Titolo originale                                                                             | Titolo italiano                                                                                          | Prima TV USA  | Prima TV Italia |
| -- | -------------------------------------------------------------------------------------------- | --- | ------------- | --------------- |
| 1  | - A Few Good Grugs - Valley Shine Day                                                        | - Tutta colpa di Grug - La serata della valle illuminata                                                 | 7 luglio 2017 |                 |
| 2  | - Chalk the Line - Weighing Is the Hardest Part                                              | - La lineorenne - Sollevamento pesi                                                                      | 7 luglio 2017 |                 |
| 3  | - Wrestlebabia: The Musical - Flowers for Munk                                               | - Wrestlebabia: il musical - Fiori per Munk                                                              | 7 luglio 2017 |                 |
| 4  | - They Might Be Sky Giants - The Grugest Story Ever Told                                     | - I giganti del cielo - Il grande Grug                                                                   | 7 luglio 2017 |                 |
| 5  | - Worms of Endearment - Dr. StrangeGrug or How I Learned to Stop Worrying and Love the Spear | - Voglia di... vermi - Il dottor StranaGrug, ovvero come imparai a non preoccuparmi e ad amare la lancia | 7 luglio 2017 |                 |
| 6  | - Tunnel of Terror - Creature from the Crood Lagoon                                          | - Il Tunnel del Terrore - Il mostro della laguna dei Croods                                              | 7 luglio 2017 |                 |
| 7  | - Voice Fail                                                                                 | - Problemi di voce                                                                                       | 7 luglio 2017 |                 |
| 8  | - Punch-Thunk Love - Nay Boors                                                               | - Ubriaco d'amore - Il vicino                                                                            | 7 luglio 2017 |                 |
| 9  | - Caverns and Creepers - Red Teacher                                                         | - Mostri e caverne - La maestra Red                                                                      | 7 luglio 2017 |                 |
| 10 | - Grug's First Chance - Furry Road                                                           | - La prima chance di Grug - La civetta-orso                                                              | 7 luglio 2017 |                 |
| 11 | - My Big Fat Gran Wedding - The Strutting Edge                                               | - Il grosso grasso matrimonio di nonna - Il Concorso di Bestiezza                                        | 7 luglio 2017 |                 |
| 12 | - Can't Hardly Bait - Crood Detente                                                          | - Il corso accelerato - Distensione                                                                      | 7 luglio 2017 |                 |
| 13 | - This Is an End                                                                             | - Questa è la fine                                                                                       | 7 luglio 2017 |                 |